# C1QA
C1QA‏ (Complement C1q A chain) هوَ بروتين يُشَفر بواسطة جين C1QA في الإنسان.